# Вільгельм I (граф Голландії)
Вільгельм (Віллем) I (нід. Willem I van Holland; 1167 — 4 лютого 1222) — граф Голландії і Зеландії в 1203-1222 роках. Політично та економічно зміцнив державу.

## Життєпис

### Граф Середньофризький
Походив з династії Герульфінгів. Другий син Флоріса III, графа Голландії і Зеландії, та Ади Гантінгтонської. Народився 1167 року в Гаазі. Виховувався у родичів в Шотландії. У 1189—1190 роках разом з батьком брав участь у Третьому хрестовому поході.
У 1194 році повстав проти свого брата Дірка VII, графа Голландії та Зеландії. Вільгельма підтримали фризькі землі Вестерго і Остерго. 1195 року Дірк VII, що перебував тоді в Зеландії, відправив дружину Адельгейду, яка 1195 року підкупила західних фризів, внаслідок чого змусила Вільгельма припинити заворушення. Тому було надано графство Середня Фризія.
1197 року вступив у суперечку з могутнім феодалом Генріхом ван Куйнре, що здійснював грабіжницькі напади на купців в середній Фризії. Його підтримував Дірк VII — розраховуючи послабити брата. Втім Вільгельм захопив замок Кіндербург, резиденцію Куйнре, який зруйнував. Під тиском голландського війська вимушений був тікати до Гелденрну. Тут 1198 року одружився з Аделаїдою, донькою графа Гелдерна, сподіваючись на допомогу тестя у боротьбі проти брата.

### Війна за Голландію
У 1203 році після смерті Дірка VII новим правителем Голландії було оголошено його доньку Аду, яка вийшла заміж за графа Людовика ван Лоона. Проти них повстав Вільгельм, вважаючи себе законним спадкоємцем. Його підтримали знатні роди Бентгаймів, Егмонтів, Вассенарів, Ван'яертів, Тейлінгенів (східна і північна голландська знать). Доволі швидко вдалося схопити Аду, яку спочатку було відправлено на о. Тексель, а потім до Англії. Втім у 1204 році Вільгельм зазнав поразки від Людовика ван Лоона, відступивши до Зеландії. У наступному році зумів вигнати супротивника з Південної Голландії, а 1206 року зазнав рішучої поразки в битві біля річки Зейл. За Брюзькою угодою того ж року Вільгельм отримував Зеландію та область біля міста Гетройденберг, а його небога Ада з чоловіком — Голландію. Втім Вільгельм не виконав угоду, фактично контролював Голландію, змусивши подружжя перебратися до Лоону. В подальшому отримав підтримку з боку імператора Оттона IV Вельфа, який 1208 року визнав Вільгельма графом Голландії.

### Панування
Скористався з послаблення Фландрії в Зеландії (фландрські графи були співправителями Зеландії разом з голландськими) для посилення впливу своєї династії в цьому графстві.
У внітрішній політиці започаткував великі іригаційні роботи в північній Голландії, внаслідок чого виникла низка острів, з яких найбільшим став Гроте-Ваард. Була створена служба вотершап, яка повинна була наглядати, щоб польдери не заливалися водою. Для цього ремонтувалися старі греблі й створювалися нові.
1213 року Ада остаточно відмовилася від своїх прав на Голландію. Того ж року надав міські права Гетройденбергу. 1214 року брав участь у битві при Бувіні, де Оттон IV зазнав поразки. Після цього Вільгельм I уклав союз з французьким королем Філіппом II Августом та перейшов на бік Фрідріха II Гогенштауфена. 1215 року брав участь у французькому поході на чолі із принцем Людовиком до Англії. За це на Вільгельма I було накладено інтердикт. 1217 року видав хартію щодо прав міста Дордрехт.
Для зняття відлучення приєднався до П'ятого хрестового походу. Очолив загони разом з графом Георгом фон Відом. На шляху до Палестини хрестоносці допомогли португальському королю Афонсу II захопити Аль-Каср, Сетубал та Рабету. 1218 року прибув до Акри. 1219 року вніс значний внесок у захопленні фортеці Даммієти в Єгипті. В цей час помирає дружина графа Голландії.
1220 року одружився вдруге — з Марією, представницею Брабантського дому. Того ж року видав хартію прав міста Мідделбург в Зеландії. 1222 року готувався приєднатися до учасників Прусського хрестового походу, але незадовго до кампанії помер в Гаазі. Владу успадкував старший син Флоріс IV

## Родина
1. Дружина — Аделаїда, донька Оттона I Вассенберга, графа Гельдерну
Діти:
- Флоріс (1210—1234), граф Голландії і Зеландії
- Оттон (д/н—1249), єпископ Утрехту
- Вільгельм (д/н—1238)
- Ріхард (д/н—1262)
- Ада (д/н—1258), абатисамонастиря в Рейнсбурзі

2.Дружина — Марія, донька Генріха I, герцога Брабантського
Діти: не було